# Tigre (Buenos Aires)
Pour les articles homonymes, voir Tigre (homonymie).
Tigre est une ville de la province de Buenos Aires, en Argentine, et le chef-lieu du partido de Tigre.
La ville ainsi que ses clubs d'aviron ont été proposés en 2017 pour une inscription au patrimoine mondial et figure sur la « liste indicative » de l’UNESCO dans la catégorie patrimoine culturel.

## Situation
Elle fait partie du Grand Buenos Aires et se trouve, en amont de la capitale, Buenos Aires, à l'extrémité sud du delta du río Paraná. 

Sa population s'élevait à 31 106 habitants en 2001.

## Géographie
La ville est construite sur le delta du Paraná et est donc parsemée de canaux qui rendent l'utilisation de la voiture presque inutile, tandis que les habitations généralement en bois sont construites sur pilotis avec des toits de paille ou de tôle.

## Histoire
Le nom de la région et de son chef-lieu provient des « tigres », nom donné par les premiers colons européens aux jaguars d'Amérique du Sud.

Partidos du Grand Buenos Aires - À l'extrémité nord se situe le partido de Tigre.

## Lieux d'intérêt touristique

### Musée municipal des Beaux Arts
Il se trouve dans l'ancien casino Tigre Club (en), inauguré en 1913. Cet édifice de style néo-Renaissance a été rénové afin d'accueillir le musée municipal des Beaux Arts.

### Autres musées
Le Museo Naval de la Nación abrite 200 modèles navals à échelle, des armes de toutes les époques, une pinacothèque navale, du mobilier et des uniformes.
Intéressants aussi, le Musée Sarmiento (situé sur le río Sarmiento, à 35 minutes de barque depuis le centre de la ville de Tigre) et le Museo de la Reconquista avec des salles consacrées à l'histoire de Buenos Aires et d'autres à l'histoire de Tigre en particulier. Ce musée possède aussi un édifice contigu qui sert de salle de conférences et de récitals.

### Centre commercial
Dans le centre commercial situé à l'intérieur du port se vendent des produits de vannerie en osier, des tissus rustiques, des fruits, des douceurs, des liqueurs, du miel, des plantes et des fleurs.

### Autres endroits touristiques
Dans les environs de la station Delta du Tren de la Costa (« Train de la côte ») se trouve le Parque de la Costa (« Parc de la côte »), un parc de divertissements sur le río Tigre et le río Lujan, ainsi que le Casino de Tigre Trillenium.
Créé en 1873, le Buenos Aires Rowing Club (en) est le plus vieux club d'aviron d'Amérique du Sud. Il a été fondé par des immigrants britanniques.

## Galerie

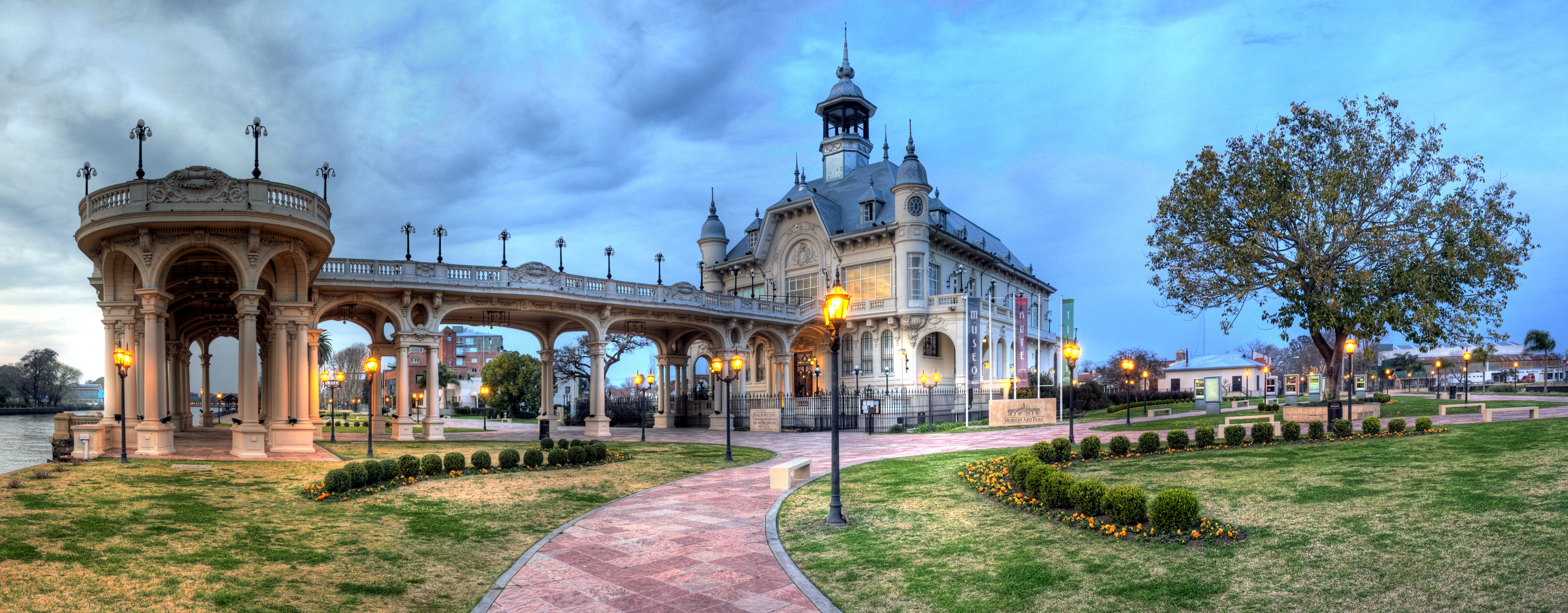
Musée municipal des Beaux Arts.
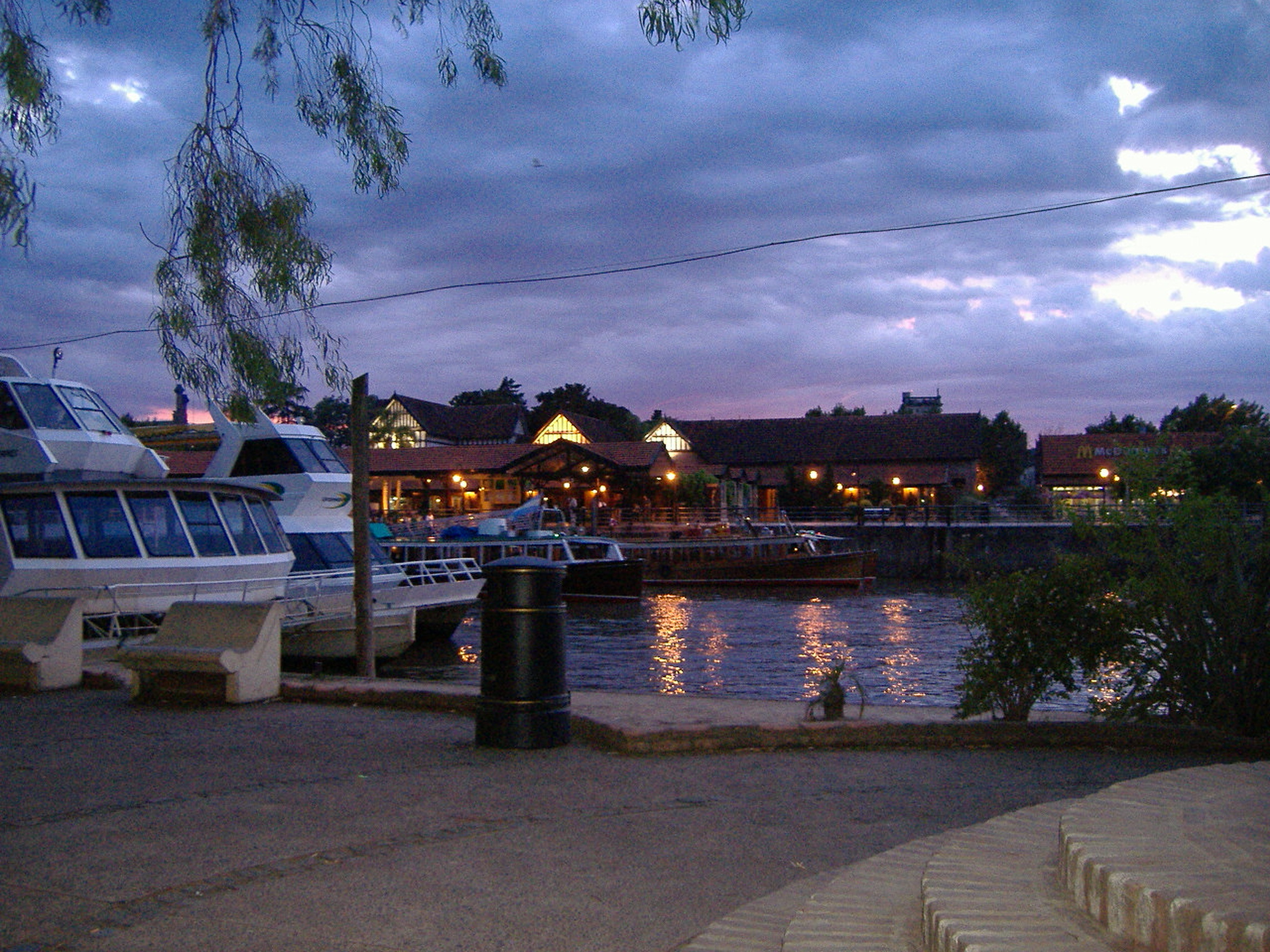
Port de Tigre.
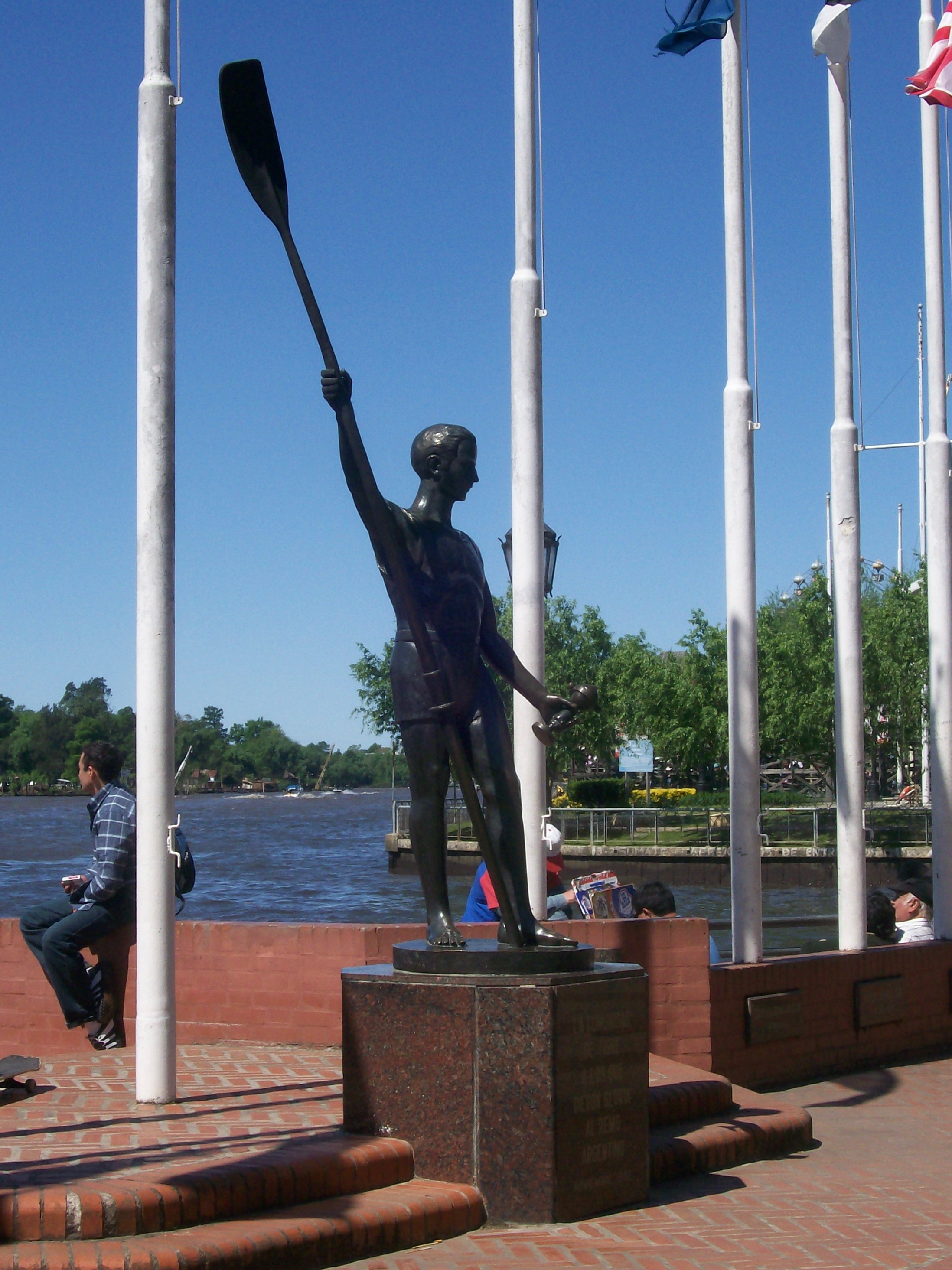
Monument au Rameur.
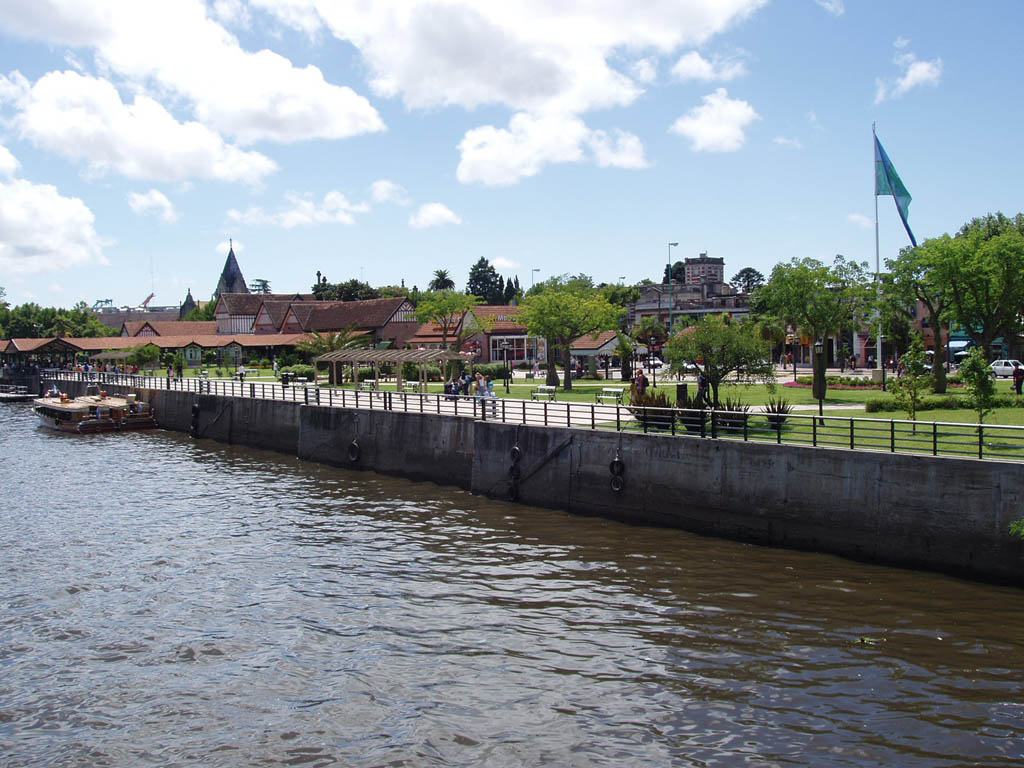
Tigre centre.
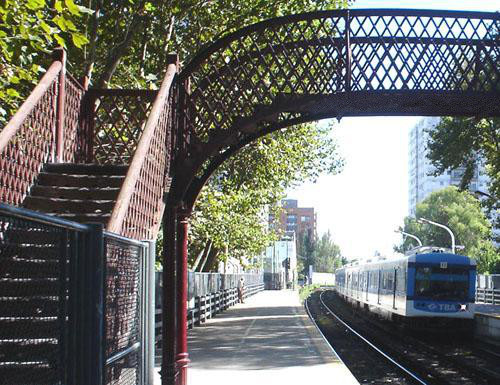
Station ferroviaire sur le réseau Retiro-Tigre.